# Columba palumboides
Pombo-das-andamão (Columba palumboides) é uma espécie de ave pertencente à família dos columbídeos. É endêmica da Índia, sendo encontrada apenas em Andamão e Nicobar.